# Јасиковац (Угљевик)
Јасиковац је насељено мјесто у општини Угљевик, Република Српска, БиХ. Према попису становништва из 2013. у насељу је живјело 119 становника. Налази се на граници два ентитета.

## Становништво
Према званичним пописима, Јасиковац је имао сљедећи етнички састав становништва:
| Националност       | 2013.        | 1991.          | 1981.          | 1971.          |
| Муслимани          | 112 (94,12%) | 1.109 (99,19%) | 1.149 (74,37%) | 1.209 (76,76%) |
| остали и непознати | 0            | 8 (0,716%)     | 10 (0,647%)    | 5 (0,317%)     |
| Хрвати             | 0            | 1 (0,089%)     | 0              | 23 (1,460%)    |
| Роми               | 0            | 0              | 376 (24,34%)   | 328 (20,83%)   |
| Југословени        | 0            | 0              | 10 (0,647%)    | 0              |
| Срби               | 7 (5,88%)    | 0              | 0              | 10 (0,635%)    |
| Укупно             | 119          | 1.118          | 1.545          | 1.575          |

| Демографија | Демографија | Демографија |
| Година      | Становника  | Становника  |
| ----------- | ----------- | ----------- |
| 1971.       | 1.575       |             |
| 1981.       | 1.545       |             |
| 1991.       | 1.118       |             |
| 2013.       | 119         |             |